# Punk Anderson
Punk Anderson is een personage uit de Amerikaanse soapserie Dallas. De rol werd vertolkt door Morgan Woodward. Het personage werd geïntroduceerd in de zesde aflevering van het vierde seizoen op 5 december 1980. Tot 1984 was hij op vrij regelmatige basis te zien. In 1985 speelde hij slechts in één aflevering mee, in 1986 weer in een heel aantal en in 1987 nog in twee afleveringen.

## Personagebeschrijving
Punk is een oude vriend van Jock Ewing en zit net als hij in de olie-industrie. Na elkaar een tijdje niet gezien te hebben komt Punk Jock en zijn zoon Ray tegen op een veeveiling in Fort Worth. Punk vertelt hem over een ontwikkelingsproject genaamd Takapa. In een moerassig gebied willen ze een recreatieoord bouwen. Jock doet mee voor 10 miljoen dollar. Het project wordt echter tegengewerkt door Miss Ellie en Donna, Miss Ellie weet niet dat Jock een investeerder is. Bobby vindt uiteindelijk een oplossing door het project enkele kilometers te verplaatsen. Door de samenwerking heeft Punk Ray beter leren kennen en als Jock in Zuid-Amerika zit voor olie te zoeken hebben Punk en Ray contact over een nieuw project. Punk wordt echter ook naar Zuid-Amerika ontboden om Jock te helpen en trekt zich terug uit de deal. Ray gaat verder zonder Punk en verbrand zijn vingers omdat hij nog niet de nodige expertise kent alleen. Een tijd later belt Punk naar Miss Ellie dat de helikopter waar Jock mee naar huis zou komen gecrasht is. Bobby, J.R. en Ray komen naar de jungle om hun vader te zoeken. Punk heeft al enkele reddingsacties op touw gezet, zonder succes echter. Hoewel het lijk van Jock nooit gevonden wordt zijn ze er zeker van dat hij overleden is en dat de helikopter in drijfzand op de bodem van een meer verdwenen is.
Op een keer gaat Punk Miss Ellie bezoeken om haar uit te nodigen voor het oliebaronnenbal, waar hij een herdenkingsstudiebeurs wil opdragen in naam van Jock. Miss Ellie is van streek omdat ze nog steeds niet kan aanvaarden dat Jock dood is. Punk wil het niet voordragen omdat hij Miss Ellie niet nog meer van streek wil maken, maar J.R. pusht hem om dit toch te doen. Hij wil namelijk dat Miss Ellie aanvaard dat Jock dood is zodat zijn testament voorgelezen kan worden. Punk en zijn vrouw Mavis bekommeren zich om Ellie en Mavis neemt haar mee om kleren te kopen voor het bal. Punk geeft een toespraak voor de beurs en zegt dat zijn echte naam Marvin is en dat Jock hem de bijnaam Punk gegeven heeft en zegt wat voor een geweldig man Jock wel was, wat Ellie ontroert. Via Punk leert Miss Ellie Frank Crutcher kennen, die een goede kennis is. Ze worden vrienden, maar meer gebeurt er niet.
Punk was er in Zuid-Amerika bij toen Jock een laatste aanpassing bracht aan zijn testament. Ewing Oil wordt gesplitst in twee bedrijven voor één jaar. Bobby en J.R. worden directeur en degene die het meeste winst maakt krijgt 51% van Ewing Oil. Punk is uitvoerder van het testament en moet alles in de gaten houden. J.R. krijgt een vergunning om op volle capaciteit olie op te pompen wat de hele oliewereld op zijn kop zet. Punk fluit J.R. terug en zegt dat dit niet de bedoeling van Jock was en dat hij op zijn tellen moet passen. Hij is een van de enige oliebarons op het huwelijk van J.R. en Sue Ellen. J.R. gebruikt het overschot aan olie om tankstations te openen met een lage prijs. Punk en de anderen zijn hier niet over te spreken, maar Punk kan niets doen.
Een jaar na het voorlezen van het testament leest Punk een brief voor aan Bobby en J.R. dat Jocks bedoeling was om de jongens te laten samenwerken en dat hij hen van het begin af aan 50% wilde geven. J.R. lag aan de leiding en wil het document nietig laten verklaren, maar dan krijgt Bobby een vette cheque van bronnen in Canada en wordt hij de winnaar. Hij respecteert de wil van zijn vader en verdeelt het bedrijf in twee.